# Filip David
Filip David (Kragujevac, 4 luglio 1940 – Belgrado, 14 aprile 2025) è stato uno scrittore serbo.

## Biografia
Nato a Kragujevac, nella Serbia Centrale, da una famiglia ebraica, David diresse per tanti anni la programmazione teatrale della televisione di Belgrado (RTB), ma nel 1991 venne allontanato per aver fondato il sindacato indipendente della Radio Televisione Belgrado.

La sua attività di scrittore venne frenata negli anni '80 e '90 quando cominciò a dedicarsi a tempo pieno all'impegno politico.

Nel 1989 a Sarajevo fondò l'Associazione degli scrittori indipendenti, avente come membri alcuni degli scrittori più significativi di tutta la letteratura ex-jugoslava. Nel 1990 fondò il “Circolo di Belgrado” (Beogradski Krug). Il Circolo avversò fin dagli inizi il radicalismo nazionale serbo e il regime di Milošević. David venne perseguitato e il Circolo chiuso.

Fu membro del Gruppo 99, creato alla Fiera del libro di Francoforte nel 1999. Nel dicembre 1999 fondò il “Forum degli scrittori” (associazione letteraria indipendente). Il gruppo si schierò apertamente contro l'Associazione degli scrittori serbi, schierata col regime. Partecipò alla fondazione del Partito liberal-democratico (LDP), in seguito guidato da Čedomir Jovanović. Fu anche docente all'Accademia delle Belle Arti di Belgrado.

## Opera

### Narrativa
Pubblicò tre libri di racconti: Bunar u tamnoj šumi (“Il pozzo nella foresta scura”, 1964), Zapisi o stvarnom i nestvarnom (“Annotazioni sul reale e l'irreale”, 1969), Princ vatre (“Il principe del fuoco”, 1987 - Zandonai, Rovereto 2009; Premio Andrić per il miglior libro dell'anno).

Nel 1995 pubblicò il romanzo Hodočasnici neba i zemlje (“Pellegrini del cielo e della terra”).

Fino all'inizio della guerra scrisse un certo numero di saggi politicamente impegnati, raccolti sotto il titolo Zapisi iz mračnih vremena. I testi vennero trasmessi dalla radio francese RFI e pubblicati sui giornali Naša borba, Feral Tribune e molti altri giornali e riviste locali e all'estero. Nel 1998 pubblicò la raccolta di saggi Jesmo li čudovišta (“Siamo mostri?”, 1996), seguita da Fragmenti iz mračnih vremena (“Frammenti di tempi tenebrosi”, traduzione di Silvio Ferrari, 1998) e Svetovi u haosu (“Mondi nel caos”, 2004). Assieme a Mirko Kovač pubblicò Knjiga pisama 1992-1995 (“Lettere 1992-1995”).

Diverse sue opere vennero premiate in Serbia e nell'allora Jugoslavia: Premio Milan Rakić, Premio Ćopić, Premio BIGZ, Premio Prosveta.

### Sceneggiature
David fu anche un prolifico sceneggiatore di film e serie televisive. Iniziò negli anni '60-'70 scrivendo alcune serie TV (Veliki posao, Zovem se Eli, Balada o povratku e altre). Nel 1980 collaborò assieme a Dušan Kovačević alla sceneggiatura di Ko to tamo peva di Slobodan Šijan. Dal 1980 in poi collaborò alla scrittura di diversi film di Goran Paskaljević (Poseban tretman, 1980; La polveriera, 1998; Nonostante la nebbia, 2019). Sceneggiò tra 1986 e 1988 la serie TV Večernja zvona con la regia di Lordan Zafranović e nel 2001 Boomerang di Dragan Marinković.